# Legacy (serie de televisión)
Legacy es una serie de drama norteamericana protagonizada por Brett Cullen , que se emitió en UPN durante dieciocho episodios entre 1998 y 1999. La serie se sitúa en una granja de caballos de Kentucky poco después de la guerra civil americana. Cullen interpreta a Ned Logan, un viudo patriarca de la familia. La serie se centra en los problemas domésticos y también en las relaciones, así como de la llegada de un huérfano de 17 años llamado Jeremy, además de la relación de Sean Logan con la hija de un esclavo.
Fue catalogada para todos los públicos. Aunque recibió buenas críticas, la serie fue cancelada a causa de la baja audiencia. El programa fue cancelado y alguna de sus tramas que han quedado en el aire.

## Argumento
Una serie de drama que narra la vida de la familia Logan, que se encuentra muy unida tratando de mantener los valores familiares de trabajo duro y sobre la integración en la sociedad, conducido por el dinero, el poder y la auto indulgencia.
“Mi abuelo vino a este país hace 100 años y construyó una vida increíble para su familia. Esta tierra significa todo para nosotros…nos dejó su legado, para dar a otros menos afortunados una oportunidad para cambiar sus vidas.”-Ned Logan.
Ned quiere transmitir el legado de sus antepasados irlandeses. Aparte de los establos de los caballos y los cultivos, Ned debe mantener vigilada a su familia, cuya noble ambición, enredos románticos, aventuras y travesuras aseguren la perseverancia de la familia Logan dentro de los círculos sociales. El hijo mayor de Ned, Sean (Grayson McCouch) es un hombre joven y guapo, carismático con un futuro prometedor y un amor secreto que podría poner en peligro sus sueños; Clay (Jeremy Vincent Garrett), el hijo apasionado, sin embargo con mal genio, que en muchas ocasiones siente que la compasión que tiene su padre por otros no la tiene con él; Alice (Lea Moreno), una adolescente problemática obligada a adquirir el papel de madre en la familia a causa de su muerte pero que sigue buscando su propia identidad; y Lexy (Sarah Freeman), la más pequeña de la familia, quien muestra su gran sabiduría a pesar de sus años.
A la delicada situación de la familia Logan se le añade la llegada del joven huérfano de 17 años llamado Jeremy (Ron Melendez), el cual se encuentra como pez fuera del agua ante aquellos sucesos familiares que suceden a su alrededor.